# International Horror Guild Award
Der International Horror Guild Award war ein internationaler Literaturpreis, der von 1995 bis 2008 für herausragende Werke aus dem Bereich der Horrorliteratur verliehen wurde. Die Preise wurden jährlich von einer Jury vergeben, die auch ihr zugesandte Vorschläge in Betracht nahm. Die Preisverleihungen fanden bei der World Horror Convention und einige Male auch im Rahmen der Dragon*Con und zuletzt auf der World Fantasy Convention statt. Preisträger waren vorwiegend Autoren und Künstler aus dem angelsächsischen Sprachraum. Die Trophäe war ursprünglich eine Statuette eines hundeartigen geflügelten Wesens (Gargoyle), ab 2002 eine an einen Grabstein erinnernde Platte mit einer Gargoyle-Abbildung.

## Liste der Preisträger
Stimmengleichheit bei Preisträgern wird durch einen trennenden Schrägstrich („/“) angezeigt.
Lebenswerk (Living Legend)
- 1995 Harlan Ellison
- 1996 Clive Barker
- 1997 Edward Bryant
- 1998 Hugh B. Cave
- 2000 Richard Matheson
- 2001 Alice Cooper
- 2002 William F. Nolan
- 2003 Charles L. Grant
- 2004 Everett F. Bleiler
- 2004 Stephen King
- 2005 Gahan Wilson
- 2006 Chelsea Quinn Yarbro
- 2007 Ramsey Campbell
- 2008 Peter Straub

Roman (Novel)
- 1995 Kim Newman: Anno Dracula
- 1996 William Browning Spencer: Resume with Monsters
- 1997 Marc Laidlaw: The 37th Mandala
- 1998 Ramsey Campbell: Nazareth Hill
- 1999 Thomas Tessier: Fog Heart
- 2000 Stewart O’Nan: A Prayer for the Dying
- 2001 Tim Powers: Declare
- 2002 Caitlín R. Kiernan: Threshold
- 2003 Dan Simmons: A Winter Haunting
- 2004 Peter Straub: lost boy lost girl
- 2005 Ramsey Campbell: The Overnight
- 2006 Bret Easton Ellis: Lunar Park
- 2007 Conrad Williams: The Unblemished
- 2008 Dan Simmons: The Terror

Debütroman (First Novel)
- 1995 Michael Arnzen: Grave Markings
- 1996 Lucy Taylor: The Safety of Unknown Cities
- 1997 Del Stone, Jr.: Dead Heat
- 1998 Mary Ann Mitchell: Drawn to the Grave
- 1999 Michael Marano: Dawn Song / Caitlín R. Kiernan: Silk
- 2000 Michael Cisco: The Divinity Student
- 2001 Sean Desmond: Adam's Fall
- 2002 David Searcy: Ordinary Horror
- 2003 Alexander C. Irvine: A Scattering of Jades
- 2004 Matthew B. J. Delaney: Jinn
- 2005 John Harwood: The Ghost Writer

Kurzroman (Long Fiction / Long Form)
- 1995 Douglas E. Winter: Black Sun
- 1996 Norman Partridge: The Bars on Satan's Jailhouse
- 1999 Peter Straub: Mr. Clubb and Mr. Cuff
- 2000 Lucius Shepard: Crocodile Rock
- 2001 Steve Rasnic Tem & Melanie Tem: The Man on the Ceiling
- 2002 Elizabeth Hand: Cleopatra Brimstone
- 2003 Thomas Ligotti: My Work Is Not Yet Done
- 2004 Lucius Shepard: Louisiana Breakdown
- 2005 Lucius Shepard: Viator
- 2006 Gary Braunbeck: Kiss of the Mudman
- 2007 Norman Partridge: Dark Harvest
- 2008 Lucius Shepard: Softspoken

Novell (Medium Fiction)
- 2003 Dale Bailey: Death and Suffrage / Elizabeth Hand: Pavane for a Prince of the Air
- 2004 Glen Hirshberg: Dancing Men
- 2005 Daniel Abraham: Flat Diane
- 2006 Caitlín R. Kiernan: La Peau Verte
- 2007 Paul Finch: The Old North Road
- 2008 Lisa Tuttle: Closet Dreams

Kurzgeschichte (Short Fiction)
- 1995 Lucy Taylor: The Safety of Unknown Cities
- 1996 Douglas E. Winter: Loop
- 1997 S. P. Somtow: Brimstone and Salt
- 1997 Graham Masterton: Underbed
- 1998 Kim Newman: Coppola's Dracula
- 1998 John Shirley: Cram
- 1999 Lucy Taylor: Dead Blue
- 2000 Gemma Files: The Emperor's Old Bones
- 2001 Steven Duffy: The Rag-and-Bone Men
- 2002 Caitlín R. Kiernan: Onion
- 2003 Don Tumasonis: Prospect Cards
- 2004 Brian Hodge: With Acknowledgments to Sun Tzu
- 2005 Don Tumasonis: A Pace of Change
- 2006 Richard Bowes: There's a Hole in the City
- 2007 Stephen Gallagher: The Box
- 2008 Nancy Etchemendy: Honey in the Wound

Comic und graphische Erzählung (Graphic Story / Graphic Narrative / Illustrated Narrative)
- 1995 Joe R. Lansdale & Tim Truman: Jonah Hex: Two Gun Mojo
- 1996 Alan Moore & Eddie Campbell: From Hell
- 1997 Mike Mignola: Hellboy: Wake the Devil
- 1998 Garth Ennis & Steve Dillon (Hrsg.): Preacher: Proud Americans
- 1999 Warren Ellis & Darick Robertson: Transmetropolitan: Back on the Street
- 2000 Axel Alonso & Joan Hilty (Hrsg.): Flinch #1-7
- 2001 Jhonen Vasquez: I Feel Sick #1-2
- 2002 Garth Ennis & Carlos Ezquerra: Just a Pilgrim
- 2003 Clive Barker: Abarat
- 2004 Eric Powell: The Goon #1-4
- 2005 Hideshi Hino: The Bug Boy
- 2006 Enki Bilal: Memories
- 2007 Lewis Trondheim: A.L.I.E.E.N.
- 2008 Thomas Ligotti: The Nightmare Factory

Sammlung (Collection)
- 1995 Neil Gaiman: Angels & Visitations: A Miscellany
- 1996 Ed Gorman: Cages
- 1997 Terry Lamsley: Conference with the Dead
- 1998 Brian McNaughton: The Throne of Bones
- 1999 John Shirley: Black Butterflies: A Flock on the Dark Side
- 2000 Douglas Clegg: The Nightmare Chronicles
- 2001 Steve Rasnic Tem: City Fishing / Thomas Tessier: Ghost Music and Other Tales
- 2002 David B. Silva: Through Shattered Glass
- 2003 Chet Williamson: Figures in Rain
- 2004 Michael Marshall Smith: More Tomorrow & Other Stories / Glen Hirshberg: The Two Sams: Ghost Stories
- 2005 Brian Evenson: The Wavering Knife
- 2006 Joe Hill: 20th Century Ghosts
- 2007 Terry Dowling: Basic Black: Tales of Appropriate Fear / Glen Hirshberg: American Morons
- 2008 Lucius Shepard: Dagger Key and Other Stories

Anthologie (Anthology)
- 1995 Poppy Z. Brite (Hrsg.): Love in Vein
- 1996 Stephen Jones (Hrsg.): Best New Horror 6
- 1997 John Pelan (Hrsg.): Darkside: Horror for the New Millennium
- 1998 Douglas E. Winter (Hrsg.): Revelations (UK title: Millennium)
- 1999 Stephen Jones & David Sutton (Hrsg.): Dark Terrors 4
- 2000 Richard Chizmar & William K. Schafer (Hrsg.): Subterranean Gallery
- 2001 Richard Chizmar & Robert Morrish (Hrsg.): October Dreams: A Celebration of Halloween
- 2002 Richard Chizmar (Hrsg.): Night Visions 10
- 2003 Stephen Jones & David Sutton (Hrsg.): Dark Terrors 6
- 2004 Ellen Datlow (Hrsg.): The Dark: New Ghost Stories
- 2005 Barbara Roden & Christopher Roden (Hrsg.): Acquainted with the Night
- 2007 Bill Sheehan & Bill Schafer (Hrsg.): Joe R. Lansdale's Lords of the Razor
- 2008 Ellen Datlow (Hrsg.): Inferno

Sachliteratur (Nonfiction)
- 1999 David Pringle (Hrsg.): St. James Guide to Horror, Ghost, and Gothic Writers
- 2000 Neil Barron (Hrsg.): Fantasy and Horror: A Critical and Historical Guide to Literature, Illustration, Film, TV, Radio, and the Internet
- 2001 Bill Sheehan: At the Foot of the Story Tree: An Inquiry into the Fiction of Peter Straub
- 2002 David J. Schow: Wild Hairs
- 2003 Ramsey Campbell: Ramsey Campbell, Probably: Essays on Horror and Sundry Fantasies
- 2004 Magic, and Madness at the Fair That Changed America, Erik Larson: The Devil in the White City: Murder
- 2005 D. M. Mitchell: A Serious Life
- 2006 S. T. Joshi & Stefan Dziemianowicz: Supernatural Literature of the World: An Encyclopedia
- 2007 S. T. Joshi (Hrsg.): Icons of Horror and the Supernatural: An Encyclopedia of Our Worst Nightmares
- 2008 Tim Lucas: Mario Bava: All the Colors of Dark

Zeitschrift (Periodical / Publication)
- 1995 Answer Me!
- 1996 Deathrealm
- 1997 Richard T. Chizmar: Cemetery Dance
- 1998 Necrofile
- 1999 Hellnotes
- 2000 DarkEcho
- 2001 Horror Garage
- 2002 The Spook
- 2003 The Magazine of Fantasy and Science Fiction
- 2004 All Hallows
- 2005 The Third Alternative
- 2006 Postscripts
- 2007 Subterranean
- 2008 Postscripts

Kunst (Art / Artist)
- 1995 Alan M. Clark
- 1996 J. K. Potter
- 1997 Timothy Bradstreet
- 1998 Stephen R. Bissette
- 1999 Edward Gorey
- 2000 Charles Burns
- 2001 Joel-Peter Witkin
- 2002 John Picacio
- 2003 Jason Van Hollander
- 2004 Jeremy Caniglia
- 2005 Rick Berry / Darrel Anderson
- 2006 Clive Barker: Visions of Heaven and Hell (and Then Some), Bert Green Fine Art, Los Angeles
- 2007 John Picacio: Cover Story: The Art of John Picacio / Aeron Alfrey: Exhibits from the Imaginary Museum
- 2008 Elizabeth McGrath: The Incurable Disorder, Billy Shire Fine Arts, Dezember 2007

Film
- 1995 Interview with the Vampire
- 1996 Lord of Illusions
- 1997 Scream
- 1999 Gods and Monsters
- 2000 Stir of Echoes
- 2001 American Psycho
- 2002 Ginger Snaps
- 2003 Frailty
- 2004 Spider
- 2005 Shaun of the Dead

Fernsehsendung (Television Show)
- 1999 Buffy the Vampire Slayer
- 2000 Storm of the Century
- 2000 Akte X – Die unheimlichen Fälle des FBI
- 2001 Angel
- 2002 nicht vergeben
- 2003 Six Feet Under
- 2004 Carnivàle
- 2005 Lost

Sonderpreis (Special Award)
- 1996 Cheri Lynn Lewis
- 1997 Lou Stathis
- 2000 Dan D’Auria
- 2004 Jack Cady